# Goya Foods
Pour les articles homonymes, voir Goya.
Goya Foods, Inc.  a été créée en 1936 à Madrid en Espagne par la famille Unanue avant de s'exiler aux États-Unis à la suite de la mise en place du régime de Franco. C'est aujourd'hui un producteur américain d'une marque d'aliments vendus aux États-Unis et dans de nombreux pays hispanophones. Elle possède des installations dans différentes régions des États-Unis (y compris Porto Rico), en République dominicaine et en Espagne. Il appartient à la troisième génération de la famille Unanue et son siège est à Jersey City, dans le New Jersey, aux États-Unis.